# Universidad Estatal de Illinois
La Universidad Estatal de Illinois (en inglés: Illinois State University, ISU), fundada en 1857, es la universidad pública más antigua del estado de Illinois, Estados Unidos, la cual se encuentra en la localidad de  Normal. 
ISU está considerada una "universidad nacional" que otorga una variedad de grados de doctorado y hace especial hincapié en la investigación. ISU es reconocida como una de las principales 100 universidades públicas nacionales, 85 en la clasificación 2012 Noticias EE. UU. y World Report lista de las mejores universidades públicas nacionales. 
De las cuatro universidades públicas de Illinois para hacer la lista, sólo la Universidad de Illinois en Urbana-Champaign y la Universidad de Illinois de Chicago ocuparon un puesto más alto en 2012. 
ISU también está reconocida como una de los diez mayores productores de maestros en los EE. UU., según la Asociación Americana de Escuelas de Formación del profesorado «American Association of Colleges of Teacher Education».

## Localización
El Campus de la Universidad Estatal de Illinois se encuentra en la comunidad de ciudades gemelas de Bloomington-Normal, cerca del centro geográfico del estado, 137 km al suroeste de Chicago y 164 kilómetros al noreste de St. Louis. Las carreteras interestatales 74, 55, y 39; EE. UU. Ruta 150, y Illinois Route 9 se cruzan en Bloomington-Normal, creando un centro de transporte. Una estación de pasajeros Amtrak se encuentra a sólo dos cuadras de la Universidad.
Illinois State University, 201 Hovey Hall Campus Box 2200, Normal, McLean county, Illinois  61790-2200 United States of America-Estados Unidos de América.               
Planos y vistas satelitales.40°30′38.74″N 88°59′36.46″O / 40.5107611, -88.9934611

## Historia
ISU fue fundada como una escuela de formación de profesores en 1857, el mismo año en el que se reunió la primera Junta de Illinois de Educación y, dos años después de que la Ley de la Escuela Libre fuese aprobada por la Legislatura del Estado. Entre sus partidarios estaban el juez futuro miembro de la Corte Suprema, David Davis y el empresario local y terrateniente Jesse W. Fell cuyo amigo, Abraham Lincoln, fue el abogado contratado por la Junta de Educación para la elaboración de documentos legales para asegurar la financiación de la escuela Fundada como Illinois State Normal University, su nombre era un reflejo de su misión principal como institución de formación docente (en ese momento llamado escuela normal). Las clases se llevaron a cabo inicialmente en el centro de Bloomington, ocupando espacio en "Major Hall", que anteriormente era el sitio del discurso perdido de Lincoln. Con la dedicación de Old Main, en enero de 1861, la escuela se trasladó a su sede actual en lo que entonces era el pueblo del norte de Bloomington, el cual fue renombrado como "Normal" en 1865. La nueva ciudad se había nombrado debido al de la universidad.

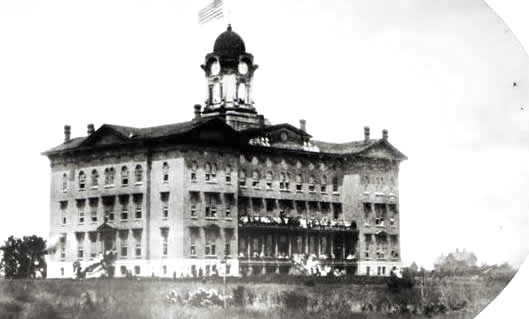
Antigua sede central, c. 1861

En 1964 la institución se expandió y se acercó a un plan de estudios completo de artes liberales, su nombre fue cambiado a Universidad Estatal de Illinois en Normal, y en 1968, al de  "Illinois State University".
En cumplimiento de su misión, el lema de la escuela fue originalmente "y con mucho gusto él aprende y enseña" « "and gladly wold he lerne and gladly teche"» en la ortografía Inglés medio de Geoffrey Chaucer, que desde entonces ha sido actualizado a Inglés moderno en forma no sexista "Con mucho gusto aprendemos y enseñamos."
El Illinois State University Alumni Center, ubicado en 1101 N. Main en Normal, está diseñado para servir a más de 170.000 alumnos de la Universidad Estatal de Illinois, así como los estudiantes actuales, profesores / personal, y a la comunidad de Bloomington / Normal.

## Presidentes de la universidad
- Charles E. Hovey (1857–1862)
- Richard Edwards (1862–1876)
- Edwin C. Hewett (1876–1890)
- John W. Cook (1890–1899)
- Arnold Tompkins (1899–1900)
- David Felmley (1900–1930)
- Harry A. Brown (1930–1933)
- Raymond W. Fairchild (1933–1955)
- Robert G. Bone (1956–1967)
- Samuel J. Braden (1967–1970)
- David K Berlo (1971–1973)
- Gene Budig (1973–1977)
- Lloyd Watkins (1977–1988)
- Thomas Wallace (1988–1995)
- David Strand (1995–1999)
- Victor Boschini Jr. (1999–2003)
- Al Bowman (2004 – present)

## Puntos de interés
- Fell Arboretum
- Constitution Trail
- Bowling and Billiard Center
- Redbird Arena
- Bone Student Center
- Normal Public Library
- Milner Library

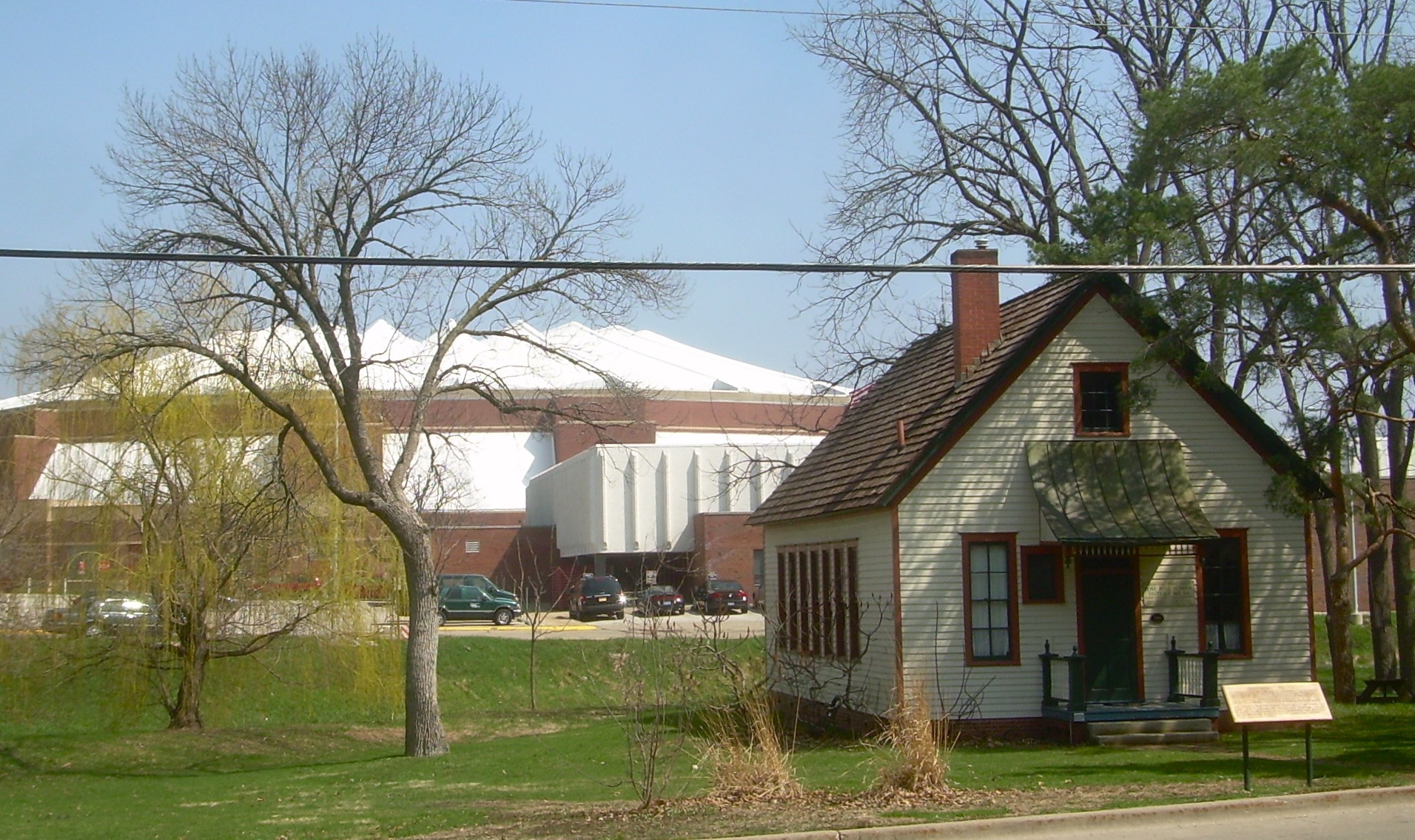
La escuela histórica "Eyestone School" con el Redbird Arena al fondo.

- Illinois State University Planetarium
- Student Fitness and Kinesiology Recreation Building
- University Galleries
- John W. Cook Hall
- University High School (Normal)
- Hancock Stadium

## Referencias

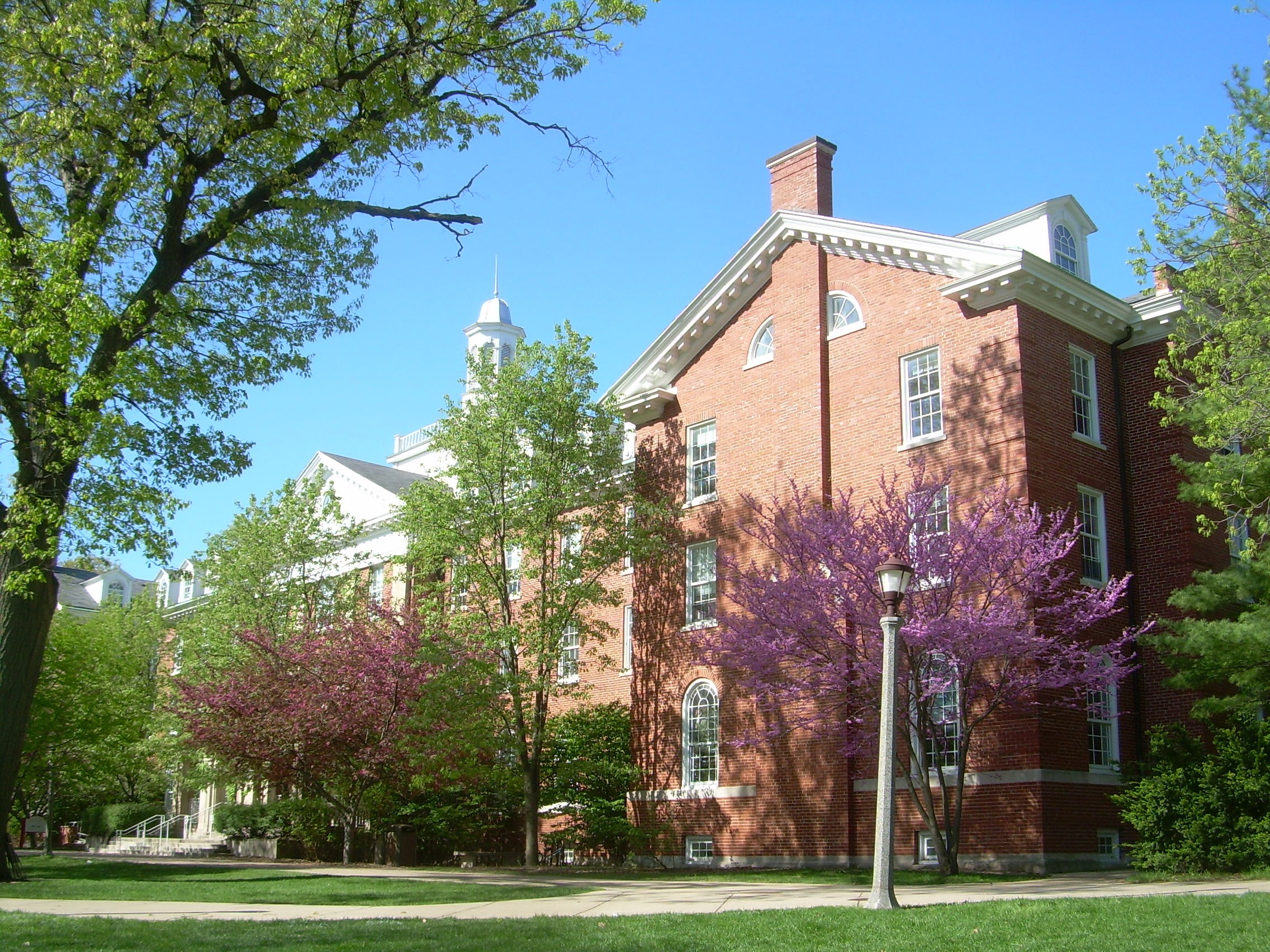
Illinois State University, Fell Hall

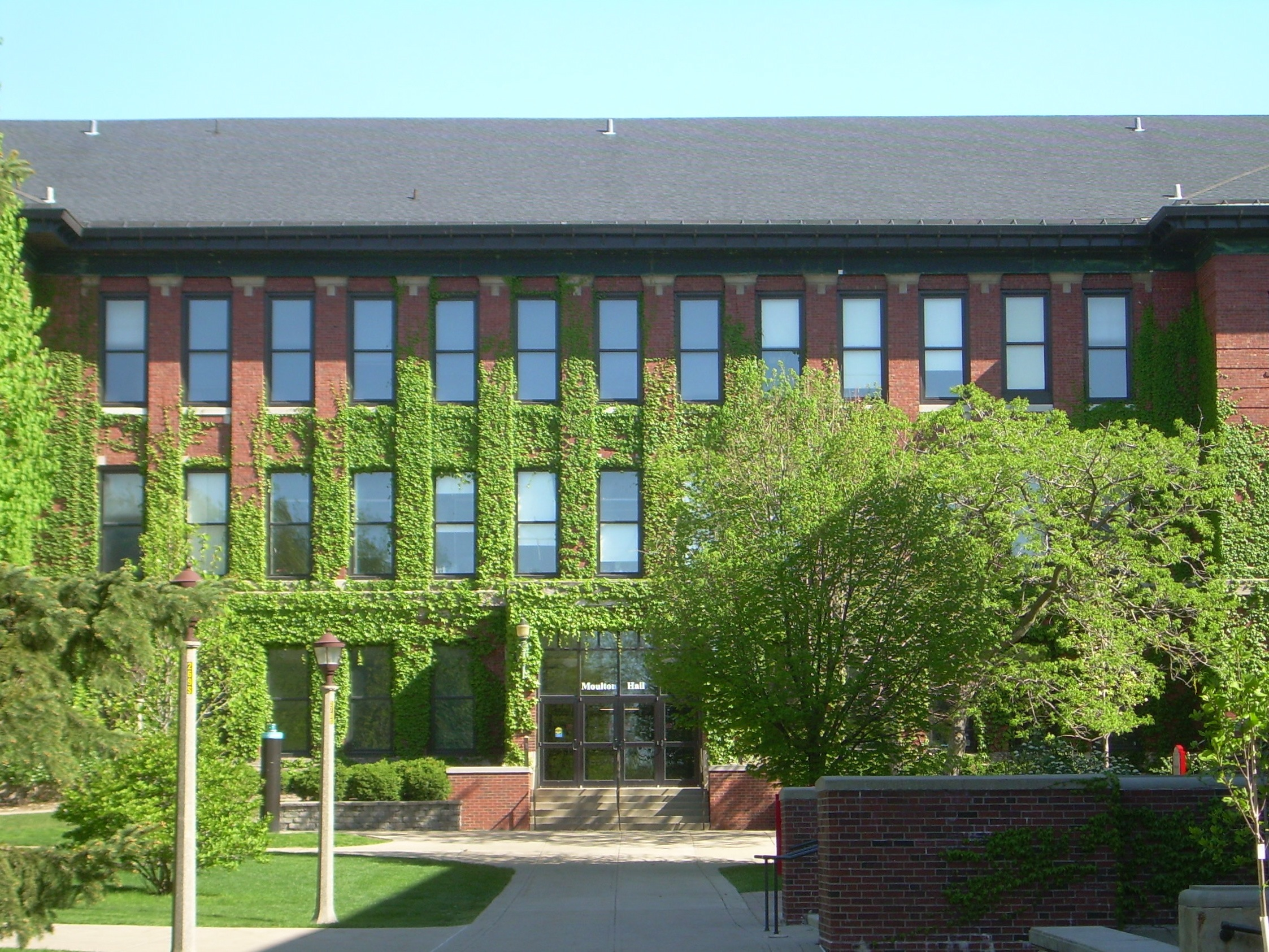
Illinois State University, Moulton Hall